# Naval (Spanyolország)
Naval (aragónul Nabal) egy község Spanyolországban, Huesca tartományban. Naval Secastilla, El Grado, Hoz y Costean, Bárcabo és Abizanda községekkel határos. Lakosainak száma 273 fő (2024).

## Népesség
A település népessége az utóbbi években az alábbiak szerint változott:
| Lakosok száma | 289  | 296  | 296  | 266  | 258  | 256  | 264  | 275  | 261  | 273  |
|               | 2001 | 2004 | 2006 | 2009 | 2011 | 2014 | 2016 | 2019 | 2021 | 2024 |